# Érdi Tibor

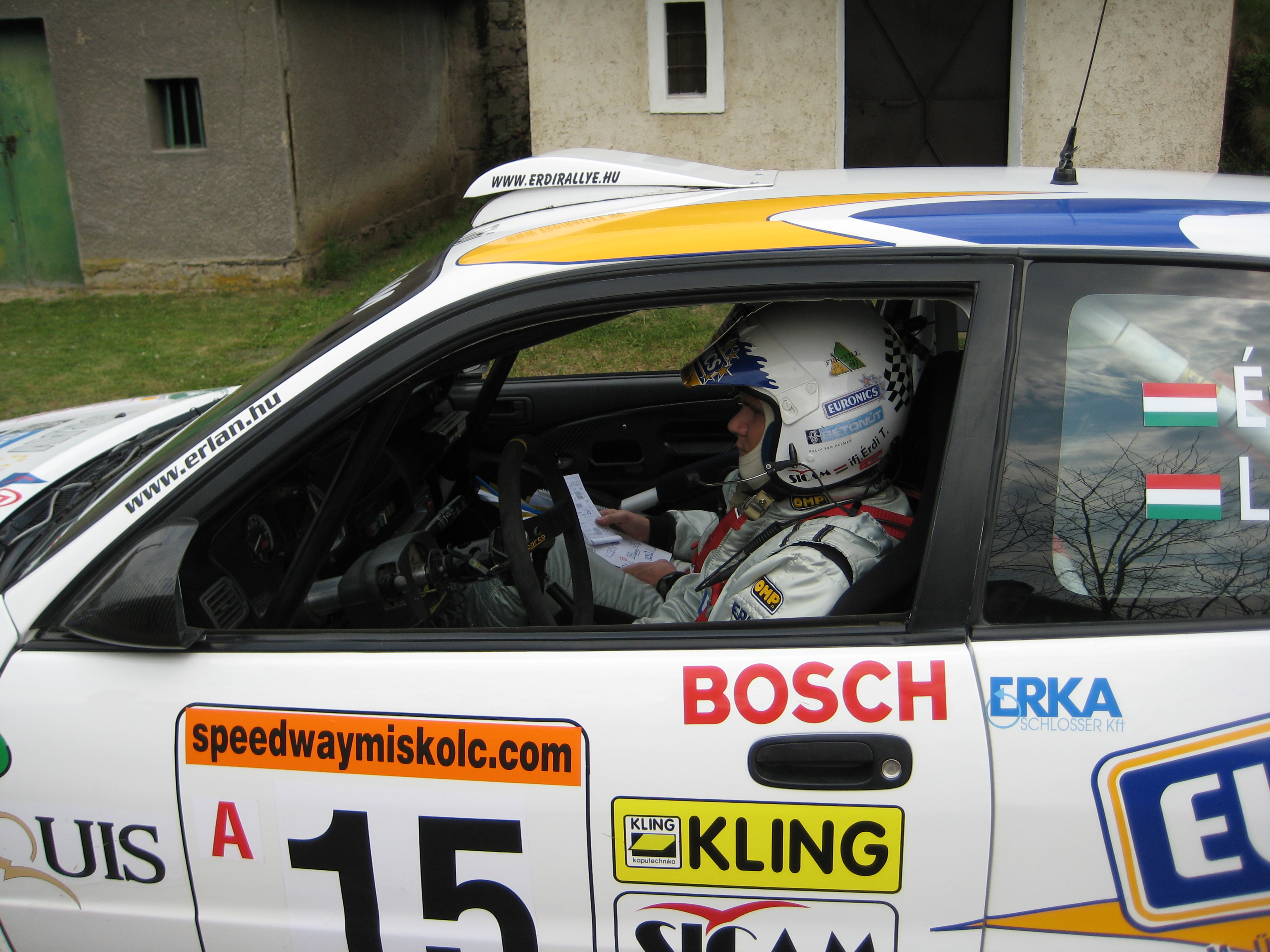
Rajtra készen. 2007 Miskolc Rally

Ifj. Érdi Tibor  (?–) magyar raliversenyző. 2005 Rally Túra bajnoka. Jelenleg az I. osztályú Magyar Ralibajnokságban versenyez. Apja, Érdi Tibor szintén sikeres versenyző volt.

## Pályafutása
Élete első versenyét egy LADA volánja mögött Pilis Ralin futotta, ahol nagy meglepetésre megszerezte a győzelmet. 

## Magyar Országos Ralibajnokságban elért eredményei
| Év   | Autó               | 1      | 2         | 3          | 4        | 5          | 6      | 7         | 8     | Helyezés | Pont |
| ---- | ------------------ | ------ | --------- | ---------- | -------- | ---------- | ------ | --------- | ----- | -------- | ---- |
| 2007 | Toyota Corolla WRC | EGER 8 | MISKOLC 4 | SZFVÁR Kiz | SZHELY 4 | VESZPRÉM 5 | PÉCS 4 | NYIRÁD Ni | TOKAJ | 5.       | 66   |